# Керім Фрай
Керім Фрай (тур. Kerim Frei, нар. 19 листопада 1993, Фельдкірх) — швейцарський та турецький футболіст, півзахисник клубу «Фатіх Карагюмрюк».

## Клубна кар'єра
Керім Фрай народився 19 листопада 1993 року в австрійському містечку Фельдкірх, розташованому на австрійсько-швейцарському кордоні. Однак ріс Керім в швейцарському Цюриху. Футболом почав займатися в Санкт-Галлені, потім вступив до академії футбольного клубу «Грассгоппер», що виступає у чемпіонаті Швейцарії. Там він пробув з 2006 по 2010 рік, поки молодого перспективного гравця не запросили в англійський «Фулгем».

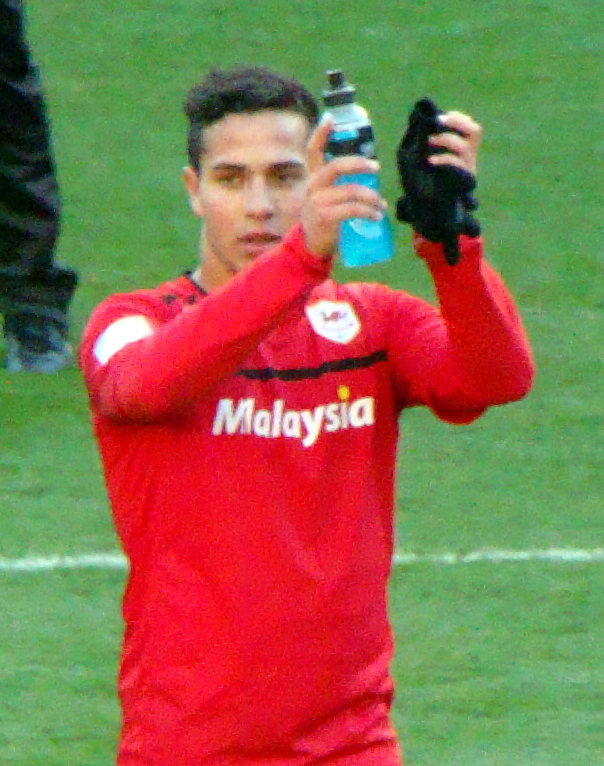
Керім Фрай під час виступів за «Кардіфф Сіті». 28 жовтня 2012 року.

Дебют Фрая за першу команду «Фулгема» відбувся 7 липня 2011 року у першому кваліфікаційному раунді Ліги Європи у матчі з клубом «НСІ Рунавік» з Фарерських островів. На 72-й хвилині Керім Фрай замінив Ендрю Джонсона. 14 липня 2011 року у другому кваліфікаційному раунді Ліги Європи Фрай уперше вийшов у стартовому складі «Фулгема» і грав на позиції правого вінгера, отримавши жовту картку на 62-й хвилині. Першим матчем Фрая в Англії став виїзний поєдинок з «Челсі» 21 вересня 2011 року в рамках третього раунду кубка футбольної ліги. Дебют у Прем'єр-лізі припав на 10 грудня, коли Фрай замінив Мусу Дембеле у матчі із «Свонсі Сіті». Свій перший гол за «Фулгем» Керім забив у матчі Ліги Європи у ворота «Оденсе» з передачі Дембеле. Поєдинок завершився нічиєю 2:2.
Проте в основному складі «дачників» Фраю не вдалося закріпитися через травми тазу. Тому 26 жовтня 2012 року він був відправлений в оренду в «Кардіфф Сіті», що терміново шукав заміну травмованим Крейгу Белламі і Томмі Сміт. Вже 22 листопада «Фулгем» повернув у команду Фрая, який встиг взяти участь лише в трьох матчах за валлійський клуб.
Так і не зумівши стати гравцем основного складу в «Фулгемі», 6 вересня 2013 року Фрай перейшов в турецький «Бешикташ», з яким уклав п'ятирічний контракт. Відтоді встиг відіграти за стамбульську команду 63 матчі в національному чемпіонаті.

## Виступи за збірні
Фрай народився в Австрії в родині турка і марокканки, але майже все життя прожив у Швейцарії. Таким чином, Керім міг виступати за будь-яку з цих чотирьох країн. Ближче йому опинилася Швейцарія і 2008 року він дебютував у складі юнацької збірної Швейцарії до 15 років, а згодом виступав за юнацькі збірні до 18 та 19 років. Загалом взяв участь у 15 іграх на юнацькому рівні, відзначившись 5 забитими голами.
У 2012 році почав виступати за молодіжну збірну Швейцарії, але в червні того ж року вирішив продовжувати виступи за збірну Туреччини і 14 листопада 2012 року дебютував в офіційних матчах у складі національної збірної Туреччини в матчі відбору на чемпіонат світу 2014 року проти збірної Данії (1:1). Наразі провів у формі головної команди країни 5 матчів.
2013 року, паралельно з виступами за національну збірну, залучався до складу молодіжної збірної Туреччини, разом з якою був учасником домашнього молодіжного чемпіонату світу 2013 року. Загалом на молодіжному рівні за турків зіграв у 11 офіційних матчах, забив 3 голи. Після цього у 2014–2015 роках також грав за другу збірну Туреччини.
| Дата       | Місто            | Господарі | Результат | Гості     | Турнір            | Голи | Примітки |
| ---------- | ---------------- | --------- | --------- | --------- | ----------------- | ---- | -------- |
| 14-11-2012 | Стамбул          | Туреччина | 1 – 1     | Данія     | товариський матч  | -    | 66'      |
| 22-3-2013  | Андорра-ла-Велья | Андорра   | 0 – 2     | Туреччина | Відбір до ЧС 2014 | -    | 90+1'    |
| 26-3-2013  | Стамбул          | Туреччина | 1 – 1     | Угорщина  | Відбір до ЧС 2014 | -    | 90'      |
| 28-5-2013  | Дуйсбург         | Туреччина | 3 – 3     | Латвія    | товариський матч  | -    | 62'      |
| 24-3-2016  | Анталія          | Туреччина | 2 – 1     | Швеція    | товариський матч  | -    | 65'      |
| Усього     |                  | Матчів    | 5         |           | Голів             | 0    |          |

## Титули і досягнення
- Чемпіон Туреччини (1):

«Бешикташ»: 2015–16